# Ramon Perellós i Rocafull
Ramon Perellós i Rocafull (nascut a València el 1637 i mort a Malta el 1720) fou Gran Mestre de l'Orde de Malta entre 1697 i 1720. Va residir a Malta el 1653, tan bon punt havia ingressat a l'orde. El 1658 va entrar a formar part del consell del Mestre i el 1697 fou elegit Gran Mestre, el primer de la Llengua d'Aragó en molt de temps, ja que la Llengua de Castella semblava tenir-hi prioritat. Durant el seu magisteri es va encarregar de reforçar les defenses costaneres de l'illa de Malta.
El seu sepulcre, a la cocatedral de Sant Joan de La Valletta és un dels exponents més importants del barroc de l'illa.